# William Arjona
William Peixoto Arjona (São Paulo, 31 de julho de 1979) é um ex-voleibolista indoor brasileiro, atuante na posição de Levantador, com bela trajetória profissional em clubes nacionais e do exterior. Esteve presente na Seleção Brasileira desde as categorias de base, sendo por esta eleito o Melhor Levantador, além de conquistar o título do Campeonato Sul-Americano Infanto-Juvenil em 1996, repetindo o feito no Campeonato Sul-Americano Juvenil em 1998 e obteve a medalha de bronze no Campeonato Mundial Juvenil de 1999. Já pela seleção principal foi medalha de prata da edição 2013 da Liga Mundial e medalha de ouro no Campeonato Sul-Americano neste mesmo ano. Seus títulos internacionais de relevância em clubes foram: ouro no Campeonato Sul-Americano de Clubes de 2012 no Chile e no mesmo ano foi medalha de prata no Campeonato Mundial de Clubes no Qatar e o inédito ouro no Campeonato Mundial de Clubes em 2013 no Brasil, em ambas as edições foi eleito o Melhor Levantador.Conquistou o título do Campeonato Sul-Americano de Clubes em 2014, realizado no Brasil e foi Bicampeão Sul-americano de Clubes em 2014 e semifinalista no Campeonato Mundial de Clubes, ambas disputas no Brasil.

## Carreira
"El Mago" iniciou sua carreira no Report/Suzano e no ano de 1996 sagrou-se vice-campeão do Campeonato Paulista, além do seu primeiro título da Superliga Brasileira A na temporada 1996-97, também foi campeão dos Jogos Regionais de São Paulo.Em 1996 foi convocado para categoria de base da Seleção Brasileira e obteve o título do Campeonato Sul-Americano Infanto-Juvenil e no ano seguinte disputou o Campeonato Mundial Infanto-Juvenil na Índia, terminando na quinta posição, mas se destacou individualmente, sendo eleito o Melhor Levantador desta edição.
Com uma equipe recheada de grandes nomes e encontrando pouco espaço, resolve migrar para a cidade de Três Corações na jornada 1997-98, onde defendeu o clube da Unincor/Três Corações onde conquistou o título do Torneio Internacional de Três Corações e o vice-campeonato da Copa Minas de 1997.Novamente foi convocado para seleção brasileira de base para disputar o Campeonato Sul-Americano Juvenil em 1998, conquistando o ouro e foi eleito Melhor Levantador da competição; e permaneceu no mesmo clube para temporada 1998-99 que passou que utilizou a alcunha Unicor/Ouro Vida que disputou e conquistou a Copa Challenger.
Pela seleção de base disputou o Campeonato Mundial Juvenil de 1999 na Tailândia, oportunidade está que ficou com a medalha de bronze; e retornando a equipe tricordiana,desta vez utilizou a alcunha Telemig Celulr/ Unicor desta vez foi campeão Carioca e Mineiro, também foi sétimo lugar na Superliga Brasileira]] na temporada.Com a parceria entre o Vasco da Gama com vôlei de Três Corações, cuja fusão resultou na equipe Vasco/ Três Corações, William atuou nesta equipe nas competições de 2000-01, conquista de dois estaduais, sendo campeão Carioca e Mineiro, também foi sétimo lugar na Superliga Brasileira A.
Retornou a equipe de Suzano/Targifor para as disputas 2001-02 e foi campeão do Grand Prix e foi vice-campeão dos Jogos Abertos do Interior Paulista e da Copa Challenger.Transferiu-se para o voleibol catarinense 2002-03 para defender a equipe Intelbrás/São José e conquista por esta o título da Liga Nacional em 2002, além do título dos Jogos Regionais de Santa Catarina e foi terceiro melhor levantador da Superliga, posição individual repetida na jornada 2003-04, além do quinto melhor sacador da Superliga.Em 2003 foi convocado pela primeira vez para a seleção brasileira principal, para passar por um período de treinamentos.
Do voleibol catarinense mudou-se para Bento Gonçalves e passou a defender a equipe do Bento /Union Pack, sagrando-se campeão da Copa Mercosul, sendo eleito o Melhor Levantador e a quarto melhor defensor da Superliga Brasileira A correspondente.Ainda no voleibol gaúcho passou a defender a equipe On Line/São Leopoldo na temporada 2005-06, terminando na sexta posição da Superliga, sendo eleito o segundo melhor levantador desta edição, foi vice-campeão do Grand Prix, além de ter sido campeão gaúcho e bicampeão da Copa Mercosul.
Em 2006 foi para o voleibol argentino, onde defendeu por quatro temporadas consecutivas a equipe do Drean Bolivar, na foi tetracampeão da Liga A Argentina, nas temporadas : 2006-07,2007-08, 2008-09 e 2009-10 e nestas mesmas temporadas foi também tetracampeão da Copa ACLAV, foi duas vezes MVP da Liga A Argentina e também o Melhor Levantador nas quatro temporadas que disputara.
Pela equipe argentina em 2007 conquistou títulos dos torneios internacionais: Torneio da Itália, Campeão da Copa Mercosul, neste último eleito o MVP da competição. Na temporada 2008-09 foi campeão Copa Internacional Cidade de Bolívar, do World Challenge Cup e foi eleito pelos técnicos como MVP do World Challenge Cup e o título da Copa Super 8 e em sua última temporada na argentina conquistou o título do Torneio Internacional nos Estados Unidos.Em sua passagem pelo voleibol argentino, sentia cada vez mais distante a chance de vestir a camisa da seleção brasileira havia passado, neste clube foi muito respeitado, onde recebeu o apelido de “El Mago” e sonhava em disputar um Mundial e Olimpíada, que chegou a maturar a ideia de naturalizar-se argentino, para realizar tal meta de carreira, mas o processo não tramitava em tem hábil, além da distancia dos familiares, retornou ao Brasil em 2010 para equipe do Sada Cruzeiro.
Defendendo s equipe mineira na temporada 2010-11 chega as finais da Superliga e termina na segunda colocação na competição, novamente eleito melhor levantador, conquistou mais um título mineiro e o título do Torneio Internacional UC Irvine, disputado nos Estados Unidos.Na jornada seguinte chega a final da Superliga e desta vez ficou com título da edição 2011-12, eleito melhor levantador e MVP da Final, além de ser novamente campeão mineiro e bicampeão do Torneio Internacional UC Irvine.
No calendário de disputas no voleibol de 2012-13, permanece no Sada Cruzeiro e conquista no Chile o título do Campeonato Sul-Americano de Clubes de 2012, além de ser melhor levantador do campeonato, obteve com sua equipe a qualificação para o Campeonato Mundial de Clubes do mesmo ano realizado no Qatar, quando obteve a medalha de prata e eleito melhor levantador do mundial, foi campeão mineiro, e vice-campeão da Superliga, novamente escolhido o Melhor Levantador desta edição.
Foi convocado pelo técnico Bernardo Rezende para Seleção Brasileira para disputar Liga Mundial 2012, mas a seleção não fez uma boa campanha e terminou apenas na sexta colocação, nesta edição recusou a convocação, pois alegou que precisava de descanso e que a sua prioridade era o Sada Cruzeiro.
O William manifestou o desejo de representar o Brasil na Olimpíada, não descartou o interesse de representar seu pais em outra modalidade, pois, em sua temporada na Argentina, disputou competições de golfe nos clubes e teve a chance de disputar no seu esporte na Olimpíada de Atenas 2004, mas tinha atletas que se dedicaram mais na época, ainda afirmou que tem condições de disputar a Olimpíada do Rio de Janeiro 2016.Em 2013 é convocado pelo para disputar a edição deste ano da Liga Mundial, cuja sede da fase final deu-se na Argentina, perdendo o título na fase final para seleção russa.
Defendendo o Sada Cruzeiro disputou na temporada 2013-14 o Campeonato Mundial de Clubes realizado no Brasil, chegando mais uma vez a final, mas desta vez conquistou com sua equipe o título inédito para o voleibol masculino do Brasil.
Na estreia do Sada Cruzeiro na Superliga 2013-14, William estava previsto não participar por conta do nascimento de sua filha, que por pouco não foi antecipado, e estreou com o time e celebrou em 9 de setembro o nascimento da pequena Nina, sua primeira filha com sua esposa Brunna Franco.Foi campeão mineiro de 2013.Conquistou o título da Superliga Brasileira A 2013-14 e eleito o Melhor Levantador da edição.Ainda em 2014 foi campeão do Campeonato Sul-Americano de Clubes disputado em Belo Horizonte-Brasil e medalha de ouro da Copa Brasil 2014 disputada em Maringá e semifinalista do Campeonato Mundial de Clubes também na capital mineira, encerrando na quarta posição e foi semifinalista encerrando na quarta posição e foi o segundo melhor levantador desta edição.
Após conquistar cinco títulos  de seis competições disputadas, William renovou com o Sada Cruzeiro para as disputas previstas do calendário esportivo da temporada 2014-15, agora renovou com o SADA CRUZEIRO até 2016. E em 2015 foi convocado novamente para a Seleção Masculina de Voleibol.
No dia 2 de maio de 2017, William acerta sua transferência para o Sesi - SP, após 7 anos defendendo a equipe do Sada Cruzeiro. Antes, porém, conquistou a Superliga Masculina de Volei 2016-2017 com a sua agora ex-equipe.
No dia 30 de abril de 2023, William jogou sua última partida como profissional.  Foi na final da Superliga, perdendo para o SADA Cruzeiro.
Pouco depois de sua retirada como atleta, foi contratado como comentarista do SporTV para a VNL (Liga das Nações de Vôlei) masculino e feminino. 

## Controvérsias
Em 2018, William Arjona criticou a exibição de um beijo entre dois homens na novela Orgulho e Paixão, exibida pela Rede Globo. O jogador fez um paralelo entre a cena exibida e a proibição, determinada pelos apresentadores do Jornal Nacional de que Jair Bolsonaro exibisse um livreto que supostamente faria parte de um kit gay, teoria da conspiração que acredita na existência de materiais impróprios para crianças sendo exibido nas escolas publicas do Brasil e que já foi desmentida. Na ocasião, o jogador postou em sua conta oficial no Twitter: "Mas o 'livrinho' não pode exibir no JN".
Após as eleições de 2018, o jogador defendeu a extinção do Ministério do Esporte. "Alguém tem que arrumar a casa, e espero que assim seja feita, mesmo sofrendo na pele por culpa de governos corruptos", disse o jogador.

## Vida pessoal
William perdeu seu pai, também chamado William Arjona, no acidente aéreo da TAM em 31 de outubro de 1996, Voo 402 com destino ao Rio de Janeiro. Esse acidente ficou conhecido na época como a maior tragédia do aeroporto de Congonhas-SP, quando o avião caiu numa rua residencial no bairro do Jabaquara 24 segundos após a decolagem. William Arjona era diretor de Desenvolvimento de Negócios no Brasil da Tractebel. A empresa atua na área de privatização.

## Títulos e resultados
- 2015- Campeão do Campeonato Mundial de Clubes
- 2014-4.º lugar do Campeonato Mundial de Clubes(Belo Horizonte,  Brasil)[15]
- 2014- Campeão da Copa Brasil[5]
- 2013-14- Campeão da Superliga Brasileira A[13]
- 2013– Campeão do Campeonato Mineiro[5]
- 2012-13- Campeão da Superliga Brasileira A[5]
- 2012– Campeão do Campeonato Mineiro[5]
- 2011-12– Campeão Torneio Internacional UC Irvine[5]
- 2011– Campeão do Campeonato Mineiro[5]
- 2011-12– Campeão da Superliga Brasileira A[5]
- 2010-11– Campeão do Torneio Internacional UC Irvine[5]
- 2010– Campeão do Campeonato Mineiro[5]
- 2010-11– Vice-campeão da Superliga Brasileira A[5]
- 2009-10– Campeão do Torneio Internacional nos Estados Unidos[5]
- 2009-10– Campeão da Copa ACLAV[5]
- 2009-10–Campeão da Liga A Argentina[5]
- 2008-09– Campeão da Copa Super 8[5]
- 2008-09– Campeão da Copa ACLAV[5]
- 2008-09–Campeão da Liga A Argentina[5]
- 2007-08– Campeão da Liga A Argentina[5]
- 2008-09– Campeão da World Challenge Cup [5]
- 2008– Campeão Copa Internacional Cidade de Bolivar[5]
- 2007-08– Campeão da Copa ACLAV[5]
- 2007– Campeão da Copa Mercosul de Clube[5]
- 2007– Campeão Torneio da Itália[5]
- 2006-07– Campeão da Copa ACLAV[5]
- 2006-07– Campeão da Liga A Argentina[5]
- 2005– Vice-campeão do Grand Prix de  de Clubes[5]
- 2005– Campeão da Copa Mercosul de Clube[5]
- 2005– Campeão do Campeonato Gaúcho[5]
- 2005-06– 6.º Lugar da Superliga Brasileira A[5]
- 2004– Campeão da Copa Mercosul de Clube[5]
- 2002– Campeão dos Jasc[5]
- 2002– Campeão da Liga Nacional[5]
- 20012– Vice-campeão da Copa Challenger[5]
- 2001– Vice-campeão dos  Jogos Abertos do Interior Paulista[5]
- 2001– Campeão do Grand Prix de  de Clubes[5]
- 2000-01– 7.º Lugar da Superliga Brasileira A[5]
- 2000– Campeão do Campeonato Mineiro[5]
- 1999-00– 7.º Lugar da Superliga Brasileira A[5]
- 1999- Campeão do Campeonato Carioca[5]
- 1999– Campeão do Campeonato Mineiro[5]
- 1999– Campeão do Campeonato Carioca[5]
- 1998- Campeão da Copa Challenger[5]
- 1998– Campeão do Campeonato Carioca[5]
- 1997– Vice-campeão da Copa Minas[5]
- 1997– Campeão do Torneio Internacional de Três Coraçõe[5]
- 1997– 5.º Lugar do Campeonato Mundial Infanto-Juvenil (Teerã,  Índia)[5]
- 1996-97– Campeão da Superliga Brasileira A[5]
- 1996– Campeão dos Jogos Regionais de São Paulo[5]
- 1996– Vice-campeão do Campeonato Paulista[5]

## Premiações individuais
- 2.º Melhor Levantador do Campeonato Mundial de Clubes de 2014[16]
- Melhor Levantador da Superliga Brasileira A de 2013-14[5]
- Melhor Levantador do Campeonato Mundial de Clubes de 2013[2]
- Melhor Levantador do Campeonato Mundial de Clubes de 2012[1]
- Melhor Levantador da Superliga Brasileira A de 2012-13[5]
- Melhor Levantador do Campeonato Sul-Americano de Clubes de 2012[5]
- MVP da Final da Superliga Brasileira A de 2011-12[5]
- Melhor Levantador da Superliga Brasileira A de 2011-12[5]
- Melhor Levantador da Superliga Brasileira A de 2010-11[5]
- Melhor Levantador da Liga A Argentina de 2009-10[5]
- Melhor Levantador da Liga A Argentina de 2008-09[5]
- MVP da World Challenge Cup de 2008[5]
- Melhor Levantador da Liga A Argentina de 2007-08[5]
- MVP da Liga A Argentina de 2007-08[5]
- MVP da Copa Mercosul de Clubes de 2007[5]
- MVP da Liga A Argentina de 2006-07[5]
- Melhor Levantador da Liga A Argentina de 2006-07[5]
- 4.º Melhor Defensor da Superliga Brasileira A de 2004-05[5]
- Melhor Levantador da Superliga Brasileira A de 2004-05[5]
- 5.º Melhor Defensor da Superliga Brasileira A de 2003-04[5]
- 3.º Melhor Levantador da Superliga Brasileira A de 2003-04[5]
- 3.º Melhor Levantador da Superliga Brasileira A de 2002-03[5]
- Melhor Levantador do Campeonato Sul-Americano Juvenil de 1998[3]
- Melhor Levantador do Campeonato Mundial Infanto-Juvenil de 1997[3]